# Heinrich I. (Baden-Hachberg)
Markgraf Heinrich I. von Baden, später Markgraf von Baden-Hachberg, (* vor 1190; † 2. Juli 1231) war zusammen mit seinem Bruder Hermann V. von Baden regierender Markgraf von Verona und von Baden. Er ist der Begründer der Seitenlinie Baden-Hachberg des Hauses Baden.

## Leben
Markgraf Heinrich I. ist der Sohn Hermanns IV. von Baden und Berthas von Tübingen.
Heinrich ging zu Beginn politisch einen gemeinsamen Weg mit seinem Bruder Hermann V. von Baden, später jedoch teilte sich die Markgrafschaft Baden auf, und Heinrich nannte sich fortan „Markgraf von Baden-Hachberg“. Es gibt wenige Quellen, die über das Wirken Heinrichs Auskunft geben, er wird zum ersten Mal im Jahre 1212 urkundlich als „Markgraf von Hachberg“ erwähnt. Seine Markgrafschaft war jedoch ein großer Flickenteppich, was zu vielen Streitereien führte.
1218 wird ihm von König Friedrich II. die Landgrafschaft Breisgau zu Lehen gegeben, nachdem der letzte Zähringer Landgraf, Berthold V., verstorben war. Der Streit um die Grafschaftsrechte im Breisgau führte zum Krieg mit den Grafen von Freiburg und wurde erst unter Heinrichs Sohn beigelegt.
Heinrich heiratete Agnes, eine Tochter des Uracher Grafen Egino IV. und der Agnes, Tochter des Herzogs Berthold IV. von Zähringen, welche 1231 Regentin für ihre Söhne war. Folgende Kinder gingen aus der Verbindung hervor:
- Heinrich, († 1297/1298), später regierender Markgraf
- Werner; Domherr zu Straßburg
- Hermann

Heinrich wurde in der Kirche des Klosters Tennenbach begraben, das vom Haus Baden-Hachberg gefördert und zu seiner Grablege gemacht wurde.